# Narciso Busquets
Narciso Busquets Zárate (* 8. September 1931 in Mexiko-Stadt; † 14. Dezember 1989 ebenda) war ein mexikanischer Schauspieler und Synchronsprecher. Er begann seine Filmschauspielkarriere in den späten 1930er Jahren in Besetzungen als Kinderdarsteller.

## Leben
Die Lebensdaten zu Busquets sind widersprüchlich. So gibt die Internet Movie Database als Geburtsdatum den 8. September 1929, als Todestag den 14. Dezember 1988 und als Namen Narciso Busquets Pérez an. Der Filmdienst gibt als Geburtstag den 9. September 1931 an.
Er begann seine Schauspielerkarriere 1937 durch eine Rolle in dem Film La gran cruz. Ab 1961 wirkte er außerdem in Fernsehproduktionen mit. Größere Serienrollen übernahm er 1968 in Cárcel de mujeres, 1971 in Mis tres amores als Sergio Montalvo und von 1986 bis 1987 in El padre Gallo als Don Indalecio. 1980 war er als Filmregisseur für den Spielfilm Sin fortuna verantwortlich. Busquets verstarb im Alter von 58 Jahren. Einige Filme mit ihm als Schauspieler erschienen postum.

## Filmografie

### Schauspiel
- 1937: La gran cruz
- 1938: Allá en el rancho chico
- 1938: Refugiados en Madrid
- 1938: Por mis pistolas
- 1938: Los bandidos de Río Frío
- 1938: Estrellita
- 1938: Hombres del mar
- 1939: La casa del ogro
- 1939: El cobarde
- 1939: Corazón de niño
- 1939: Una luz en mi camino
- 1940: Odio
- 1940: Mi madrecita
- 1940: Ahí está el detalle
- 1940: Hombre o demonio
- 1941: El gendarme desconocido
- 1941: ¡Ay Jalisco... no te rajes!
- 1941: La gallina clueca
- 1942: El barbero prodigioso
- 1942: Regalo de reyes
- 1942: Los dos pilletes
- 1942: Historia de un gran amor
- 1943: Dulce madre mía
- 1943: El padre Morelos
- 1943: El espectro de la novia
- 1943: Cuando habla el corazón
- 1943: Distinto amanecer
- 1944: La pequeña madrecita
- 1944: El intruso
- 1944: Alma de bronce
- 1945: La barraca
- 1946: Rayando el sol
- 1949: Comisario en turno
- 1950: Lluvia roja
- 1955: El asesino X
- 1956: Mi canción eres tú
- 1960: La sombra del Caudillo
- 1961: Marianela (Fernsehserie, 3 Episoden)
- 1961: Ánimas Trujano (El hombre importante)
- 1963: Doña Macabra (Fernsehserie, 3 Episoden)
- 1964: El gallo de oro
- 1964: Juan Jose (Fernsehserie)
- 1965: Los cuervos están de luto
- 1965: Marina Lavalle (Fernsehserie, 3 Episoden)
- 1966: Los cuatro Juanes
- 1966: La soldadera
- 1966: Cargamento prohibido
- 1967: Pedro Páramo
- 1967: Cruces sobre el yermo
- 1967: Rosa, la tequilera
- 1967: Die Gesetzlosen (The Bandits)
- 1968: Cinco en la cárcel
- 1968: Los caudillos (Fernsehserie, 3 Episoden)
- 1968: Cárcel de mujeres (Fernsehserie, 75 Episoden)
- 1969: El hombre de negro
- 1969: Todo por nada
- 1969: La puerta y la mujer del carnicero
- 1970: Los años vacios
- 1970: La sonrisa del diablo (Fernsehserie, 3 Episoden)
- 1970: La constitución (Fernsehserie, 3 Episoden)
- 1971: Jesús, nuestro Señor
- 1971: Chico Ramos
- 1971: Mis tres amores (Fernsehserie, 120 Episoden)
- 1972: El payo – un hombre contra el mundo!
- 1973: Valente Quintero
- 1973: El juez de la soga
- 1973: La yegua colorada
- 1973: El principio
- 1973: Nosotros los pobres (Fernsehserie)
- 1973: Entre brumas (Fernsehserie, 3 Episoden)
- 1974: El primer amor
- 1974: Uno para la horca
- 1975: El caballo del diablo
- 1976: Longitud de guerra
- 1976: La ley del monte
- 1977: Matinée
- 1977: Pedro Páramo
- 1978: Xoxontla, brennendes Land (Xoxontla)
- 1978: El jardín de los cerezos
- 1979: Mojados
- 1979: México Norte
- 1979: Cadena perpetua
- 1979: El año de la peste
- 1980: El cara parchada
- 1980: Del otro lado del puente
- 1980: El contrabando del paso
- 1980: Chicoasén
- 1980: Al filo de los machetes
- 1980: Las tres tumbas
- 1980: Sin fortuna
- 1980: Tania (Fernsehserie, 3 Episoden)
- 1980: Nuestro juramento
- 1980: La vida de nuestro señor Jesucristo (Dokumentation)
- 1981: Macabra – Die Hand des Teufels (Demonoid: Messenger of Death)
- 1981: Perro callejero II
- 1981: Ojo por ojo
- 1981: Caballo alazán lucero
- 1982: Es mi vida
- 1982: San Miguel el alto
- 1982: Presos sin culpa
- 1982: Antonieta
- 1982: San Juan de Dios es Jalisco
- 1983: La fuga de Carrasco
- 1983: La banda de la sotana negra
- 1984: Perros salvajes
- 1984: La muerte cruzó el río Bravo
- 1984: Braceras y mojados
- 1985: Contrato con la muerte
- 1985: Masacre en el río Tula
- 1985: Lobo salvaje
- 1985: Operación marihuana
- 1985: Narco terror
- 1985: La revancha
- 1986: Mientras México duerme
- 1986: La Alacrana
- 1986: Robachicos
- 1986: Pistoleros famosos II
- 1986: La vida de nuestro señor Jesucristo
- 1986: La gloria y el infierno (Fernsehserie, 3 Episoden)
- 1986–1986: El padre Gallo (Fernsehserie, 97 Episoden)
- 1987: Scorpio Force – Das Kommando (Policía judicial federal)
- 1988: Pasaporte a la muerte
- 1988: Cacería implacable
- 1989: La casa al final de la calle (Fernsehserie, Episode 1x01)
- 1989: El último triunfo
- 1990: El enviado de la muerte

### Synchronisation (Auswahl)
- 1968: Teotihuacan – La ciudad de los dioses (Erzähler)
- 1999: Las aventuras de Oliver Twist (Zeichentrickfilm, Sprechrolle)

### Regie
- 1980: Sin fortuna